# Pedagogika zdolności
Pedagogika zdolności - nauka i sztuka szczególnego rodzaju wychowania, które jest skierowane na harmonijną i wszechstronną realizację potencjału twórczego wychowanka. Dążenie do stworzenia jednostce takich warunków, w których będzie mogła rozwijać swoje talenty oraz osobowość. Niezbędne jest wychowywanie z atmosferze piękna, dobra, prawdy i szczęścia. „Zasób twórczości” posiada osoba, a urzeczywistnienie potencjału należy wspomóc w relacji „uczeń-mistrz”. Jako nauka jest oparta na urzeczywistnianiu „mistrzostwa” w określonych dziedzinach przez jednostkę dzięki osobie, która mistrzostwo w danej dziedzinie już osiągnęła.